# Koroni (Attika)
Koroni ist ein antiker Ort in Attika. Er lag auf der gleichnamigen Halbinsel im Süden der Bucht von Porto Rafti, die nur durch eine sandige Landenge mit dem Festland verbunden ist. Früher hielten manche Gelehrten die Ruinen auf der Halbinsel für das antike Prasiai. Dies konnte jedoch durch Ausgrabungen widerlegt werden. Von Stephanos von Byzanz wurde die Halbinsel erstmals unter dem Namen Koroneia (griechisch Κορώνεια) erwähnt.

## Erforschung
1960 wurden die antiken Reste von Arthur Steinberg und James R. McCredie wissenschaftlich untersucht. Sie fanden auf dem höchsten Punkt, der 120 Meter über dem Meeresspiegel liegt, die Überreste einer befestigten Burg. Sie hatte sechs Tore und einen Turm. Zusätzlich gab es am südlichen Abhang eine etwa 950 Meter lange Mauer, die die Halbinsel zum Festland hin absicherte. Merkwürdigerweise hatte die Mauer zwar neun Türme jedoch keinen Durchgang, was nur den Schluss zuließ, dass der Ort nur mit Schiffen besucht werden konnte. Außerdem waren alle Mauern sehr nachlässig ausgeführt, was auf eine hastige Erbauung schließen lässt. Die hauptsächlich gefundene Keramik, die als Proto-Rhodisch bezeichnet wird und größtenteils aus Ägypten stammte, zeigt, dass der Ort nur kurze Zeit um 300 v. Chr. bewohnt war. Die sehr große Anzahl an Weinamphoren wurde so interpretiert, dass mit ihnen Wasser in die Stadt gebracht wurde, da es auf der Halbinsel keine Quelle gab und auch heute nicht gibt.
Eine genauere Bestimmung der Zeit, während der der Ort bewohnt war, konnte durch die Münzfunde erzielt werden. Die meisten hier gefundenen Münzen waren auf Zypern geprägt worden und stammten von Ptolemaios I. und Ptolemaios II. Man vermutet, dass die aufgeprägten Buchstaben den Regierungsjahren entsprechen, in denen die Münzen hergestellt wurden. Wenn diese Annahme richtig ist, so muss die Besiedlungszeit nach 285/4 v. Chr. begonnen und nach 265/4 v. Chr. geendet haben. 267 v. Chr. lehnte sich Athen gegen Makedonien auf und es kam zum Chremonideischen Krieg. Ptolemaios II. kam Athen zu Hilfe und entsandte Admiral Patroklos. Dieser gründete von der Insel Kos aus verschiedene Stützpunkte. Die Funde deuten darauf hin, dass Koroni einer dieser Stützpunkte war.